# Jan Vlček (1972)
Jan Vlček (* 20. března 1972, Praha) je český filmový architekt.

## Život
Vystudoval Střední uměleckoprůmyslovou školu v Praze, obor design hraček (1986–1990). Filmovou scénografii poznával od základů, nejdříve jako patinér. Následně se v letech 1997 až 2000 ve funkci asistenta architekta podílel na mnoha zakázkových filmech pro české i zahraniční produkce. Od roku 2000 navrhuje a řídí stavbu dekorací a výrobu rekvizit.
Tvůrčí přístup Jana Vlčka je založen na precizních autorských kresbách, které považuje za nejjednodušší a nejrychlejší způsob přenosu nápadu z hlavy na papír.[zdroj?] Realizaci každého projektu proto předchází soubor několika desítek barevných skic s podrobnými nákresy. Jan Vlček navrhuje také interiéry restaurací, barů i obytných domů, tvoří olejomalby a litografie, ilustruje povídky.

## Dílo

### Celovečerní filmy
- Prvok, Šampón, Tečka a Karel
- V síti
- Teroristka
- Kvarteto
- Díra u Hanušovic (režie Miroslav Krobot)
- Okresní přebor (režie Jan Prušinovský)
- Lidice (režie Petr Nikolaev)
- DonT Stop (režie Richard Řeřicha)
- Zoufalci (režie Jitka Rudolfová)
- Lištičky (Little foxes, irsko-česko-slovenská koprodukce, režie Mira Fornayová)
- František je děvkař (režie Jan Prušinovský)
- Cabriolet (režie Marcel Bystroň)

### TV seriály
- Zkáza Dejvického divadla
- Já, Mattoni
- Čtvrtá hvězda (režie Jan Prušinovský a Miroslav Krobot, ČT)
- Terapie 2 (režie Lenka Wimmerová, HBO)
- Okresní přebor (16 dílů, režie Jan Prušinovský, TV Nova)
- Alles Gute (režie Milan Šteindler, TV Stream)
- „Die Deutschen“ (ZDF, 4 díly)
- V síti ( Soukromé pasti, 4. díl 2. řady, režie Jan Prušinovský, TV Nova)
- Terra X (ZDF, 2 epizody)

### Krátké filmy
- Nejlepší je pěnivá (Bubblebath Is The Best)
- Lovu zdar
- Perlička (Pearls)
- Malé radosti (Plain Pleasures)
- Galerie (Gallery)
- Hrůzné náhody
- Son’s War